# 安居镇 (重庆市)
安居镇，是中华人民共和国重庆市铜梁区下辖的一个乡镇级行政单位。

## 行政区划
安居镇下辖以下地区：
大田社区、会龙社区、大南社区、临江社区、四面村、琵琶村、龙兴村、赛龙村、玉顶村、石马村、紫极村、淘河村、龙泉村、杨乐村、杨寿村、象山村和七佛村。